# Генеральна репетиція
«Генеральна репетиція» — радянський художній двосерійний телефільм 1988 року, знятий на Кіностудії ім. О. Довженка.

## Сюжет
За мотивами повісті Василя Авенаріуса «Гоголь-гімназист». Микола Васильович Гоголь, вже відбувся як письменник, він згадує про ліцейські витівки юного Нікоши Гоголя з друзями в Ніжинському ліцеї та його педагогів; про домашній аматорський театр батька письменника Василя Гоголя в маєтку Василівка в Україні. Протягом фільму між юним і зрілим Гоголем — відбувається діалог про сенс життя і творчість письменника…

## У ролях
- Андрій Зайков — Микола Васильович Гоголь
- Олександр Коптєв — Гоголь в юності
- Богдан Ступка — Василь Опанасович Гоголь
- Наталія Шостак — Марія Іванівна Гоголь, мати Гоголя
- Тарас Мороз — Висоцький, гімназист
- Кетелін Петракі — Данилевський, гімназист
- Тарас Мельник — Прокопович ("Красненький), гімназист
- Анатолій Суханов — Бороздін, гімназист
- Геннадій Світич — Григоров, гімназист
- Арсеній Назаренко — Кукольник, гімназист
- Андрій Луговський — Федір Баранов (розстрига Спиридон), гімназист
- Микола Гринько — Іван Семенович Орлай, директор Ніжинської гімназії (озвучив Ігор Єфімов)
- Андрій Болтнєв — Парфеній Іванович Нікольський, викладач гімназії
- Юріс Стренга — Білевич, викладач гімназії
- Ілля Іванов — Єгор Іванович Зельднер, вихователь гімназії
- Петро Бенюк — Іван Іванович Щербак, артист
- Север Гансовський — Казимир Варфоломійович Шаполинський
- Сергій Іушін — Жан-Жак Ландражен (Іван Якович Ландражин)
- Олексій Миронов — Гусь, фельдшер
- Борислав Брондуков — дядько Симон
- Хелга Данцберга — дружина Орлая
- Олександр Жилко — художник
- Мирон Завійський — Федя, прикажчик
- Олександр Кавалеров — офіцер
- Олена Чухальонок — Ліза Орлай
- Стефанія Станюта — няня
- Володимир Сошальський — Трощинський
- Світлана Панфілова — Анна Федорівна
- Лев Перфілов — блазень
- Юрій Дубровін — блазень
- Ігор Слободський — генерал
- Микола Цуцура — карлик
- Олександр Вокач — Аксаков
- Остап Ступка — Офеня
- Семен Дашевський — єврей
- Володимир Жилко — хлопчик-скрипаль
- Нурбей Камкія — грек
- Сергій Шульга — епізод
- Володимир Некрасов — епізод
- Інна Гайдук — епізод
- Олександр Федоренко — епізод
- Михайло Кухарук — епізод
- Леонід Марченко — солдат
- Анатолій Барчук — Ничипор, кучер
- Михайло Крамар — епізод
- Віктор Поліщук — епізод
- Микола Малашенко — гість
- Василь Фущич — гість
- Любов Богдан — графиня
- Олена Філатова — епізод
- Іванка Конончук — епізод
- Олександр Пащенко — епізод

## Знімальна група
- Режисер-постановник — Віктор Жилко
- Сценарист — Володимир Сухоребрий
- Оператор-постановник — Валерій Рожко
- Композитор — Георгій Дмитрієв
- Художник-постановник — Лариса Жилко
- Звукооператор — Юрій Лавриненко
- Режисер — Семен Дашевський
- Режисери монтажу — В. Ареф'єва, І. Бобровникова
- Оператори — Г. Красноус, С. Кашинський
- Художник по костюмах — Гаоина Фоміна
- Художник-гример — Алла Чуря
- Комбіновані зйомки — оператор: Микола Шабаєв, художники: Володимир Дубровський, Лариса Жилко
- Редактор — Емілія Косничук
- Директор картини — Петро Тарасов